# Bahnstrecke Saint-Étienne–Lyon
| Streckenkette Lyon–Saint-Étienne–Andrézieux–Roanne (seit 1833) und projektierte Strecke Chalons–Lyon 1849 |                      |                                                                                 |                                                                                 |
| Streckennummer (SNCF): | 750 000              |                                                                                 |                                                                                 |
| Streckenlänge: | 58 km                |                                                                                 |                                                                                 |
| Spurweite: | 1435 mm (Normalspur) |                                                                                 |                                                                                 |
| Stromsystem: | 1,5 kV =             |                                                                                 |                                                                                 |
| Zweigleisigkeit: | Saint-Étienne–Lyon   |                                                                                 |                                                                                 |
| |                      |                                                                                 |                                                                                 |
| Die Tunnellängen geben den heutigen Zustand wieder. Obere Zahl: heutige Kilometrierung; Untere: historische.\| \| \| \| \| \| \| \| Bahnstrecke Moret-Veneux-les-Sablons–Lyon-Perrache von Moret-Veneux-les-Sablons \| \| \| \| \| \| \| \| \| 0,0 \| Saint-Étienne Berard \| Saint-Étienne Berard \| \| \| 503,8 2,1 \| Saint-Étienne Pont-de-l'Âne \| Saint-Étienne Pont-de-l'Âne \| \| \| \| (Anschluss an die Strecke Saint-Étienne–Andrézieux) \| \| \| \| 504,2 \| Tunnel de Terrenoire (1298 m) \| Tunnel de Terrenoire (1298 m) \| \| \| 505,8 \| Terrenoire (1400 m) \| Terrenoire (1400 m) \| \| \| 513,5 11,2 \| Saint-Chamond \| Saint-Chamond \| \| \| 518,1 11,5 \| La Grand-Croix \| La Grand-Croix \| \| \| 523,1 21,3 \| Rive-de-Gier \| Rive-de-Gier \| \| \| 523,6 21,8 \| Tunnel de Couzon (553 m) \| Tunnel de Couzon (553 m) \| \| \| 537,8 36,3 \| Givors-Ville \| Givors-Ville \| \| \| \| Bahnstrecke Givors-Canal–Grezan von Nîmes \| \| \| \| 539,2 37,8 \| Givors-Canal \| Givors-Canal \| \| \| \| Bahnstrecke Paris–Marseille \| \| \| \| 541,6 39,5 \| Grigny-Le Sablon \| Grigny-Le Sablon \| \| \| 546,1 43,8 \| Vernaison \| Vernaison \| \| \| 553,5 51,3 \| Pierre-Bénite \| Pierre-Bénite \| \| \| 555,1 53,6 \| Oullins \| Oullins \| \| \| 556,1 54,7 \| Tunnel de La Moulatière (400 m) \| Tunnel de La Moulatière (400 m) \| \| \| 556,7 55,0 \| Viaduc de la Mulatière (Saône) \| Viaduc de la Mulatière (Saône) \| \| \| \| \| \| \| \| \| Lyon (Bourbonnais) (bis 1857) \| \| \| \| 558,7 56,5 \| Lyon-Perrache (heutige Bezeichnung) \| Lyon-Perrache (heutige Bezeichnung) \| \| \| \| Bahnstrecke Paris–Marseille von Paris \| \| |                      |                                                                                 |                                                                                 |
| |                      |                                                                                 |                                                                                 |
| Strecke |                      | Bahnstrecke Moret-Veneux-les-Sablons–Lyon-Perrache von Moret-Veneux-les-Sablons | Bahnstrecke Moret-Veneux-les-Sablons–Lyon-Perrache von Moret-Veneux-les-Sablons |
| |                      |                                                                                 |                                                                                 |
| Bahnhof | 0,0                  | Saint-Étienne Berard                                                            | Saint-Étienne Berard                                                            |
| Bahnhof | 503,8 2,1            | Saint-Étienne Pont-de-l'Âne                                                     | Saint-Étienne Pont-de-l'Âne                                                     |
| Strecke |                      | (Anschluss an die Strecke Saint-Étienne–Andrézieux)                             | (Anschluss an die Strecke Saint-Étienne–Andrézieux)                             |
| Tunnel | 504,2                | Tunnel de Terrenoire (1298 m)                                                   | Tunnel de Terrenoire (1298 m)                                                   |
| Dienststation / Betriebs- oder Güterbahnhof | 505,8                | Terrenoire (1400 m)                                                             | Terrenoire (1400 m)                                                             |
| Bahnhof | 513,5 11,2           | Saint-Chamond                                                                   | Saint-Chamond                                                                   |
| Bahnhof | 518,1 11,5           | La Grand-Croix                                                                  | La Grand-Croix                                                                  |
| Bahnhof | 523,1 21,3           | Rive-de-Gier                                                                    | Rive-de-Gier                                                                    |
| Tunnel | 523,6 21,8           | Tunnel de Couzon (553 m)                                                        | Tunnel de Couzon (553 m)                                                        |
| Bahnhof | 537,8 36,3           | Givors-Ville                                                                    | Givors-Ville                                                                    |
| Abzweig geradeaus und von rechts |                      | Bahnstrecke Givors-Canal–Grezan von Nîmes                                       | Bahnstrecke Givors-Canal–Grezan von Nîmes                                       |
| Bahnhof | 539,2 37,8           | Givors-Canal                                                                    | Givors-Canal                                                                    |
| Abzweig geradeaus, nach rechts und von rechts |                      | Bahnstrecke Paris–Marseille                                                     | Bahnstrecke Paris–Marseille                                                     |
| Bahnhof | 541,6 39,5           | Grigny-Le Sablon                                                                | Grigny-Le Sablon                                                                |
| Bahnhof | 546,1 43,8           | Vernaison                                                                       | Vernaison                                                                       |
| Bahnhof | 553,5 51,3           | Pierre-Bénite                                                                   | Pierre-Bénite                                                                   |
| Bahnhof | 555,1 53,6           | Oullins                                                                         | Oullins                                                                         |
| Tunnel | 556,1 54,7           | Tunnel de La Moulatière (400 m)                                                 | Tunnel de La Moulatière (400 m)                                                 |
| Brücke über Wasserlauf | 556,7 55,0           | Viaduc de la Mulatière (Saône)                                                  | Viaduc de la Mulatière (Saône)                                                  |
| Strecke von links (außer Betrieb) · Abzweig geradeaus und ehemals nach rechts |                      |                                                                                 |                                                                                 |
| Kopfbahnhof Streckenende (Strecke außer Betrieb) · Strecke |                      | Lyon (Bourbonnais) (bis 1857)                                                   | Lyon (Bourbonnais) (bis 1857)                                                   |
| Bahnhof | 558,7 56,5           | Lyon-Perrache (heutige Bezeichnung)                                             | Lyon-Perrache (heutige Bezeichnung)                                             |
| Strecke |                      | Bahnstrecke Paris–Marseille von Paris                                           | Bahnstrecke Paris–Marseille von Paris                                           |

Die Bahnstrecke Saint-Étienne–Lyon ist eine 58 Kilometer lange Bahnstrecke in Frankreich. Sie wurde von 1827 bis 1832 unter der Leitung des Ingenieurs Marc Seguin, der gemeinsam mit Édouard Biot Teilhaber der Bahngesellschaft war, gebaut. Die Strecke war die zweite auch dem Personenverkehr dienende Bahnstrecke auf dem europäischen Festland und die erste auch mit Dampfkraft betriebene.

## Geschichte

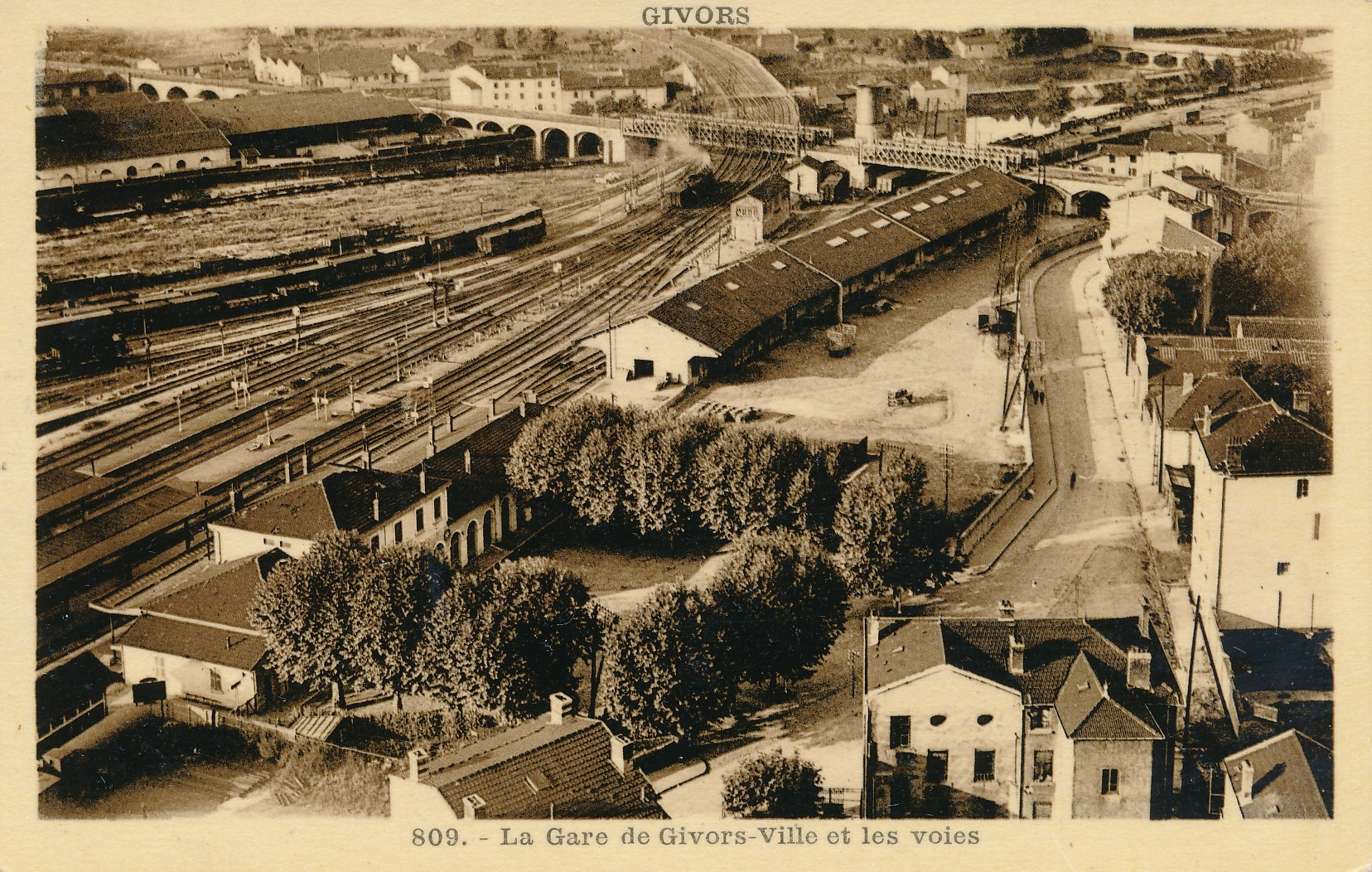
Bahnhof Givors-Ville um 1920

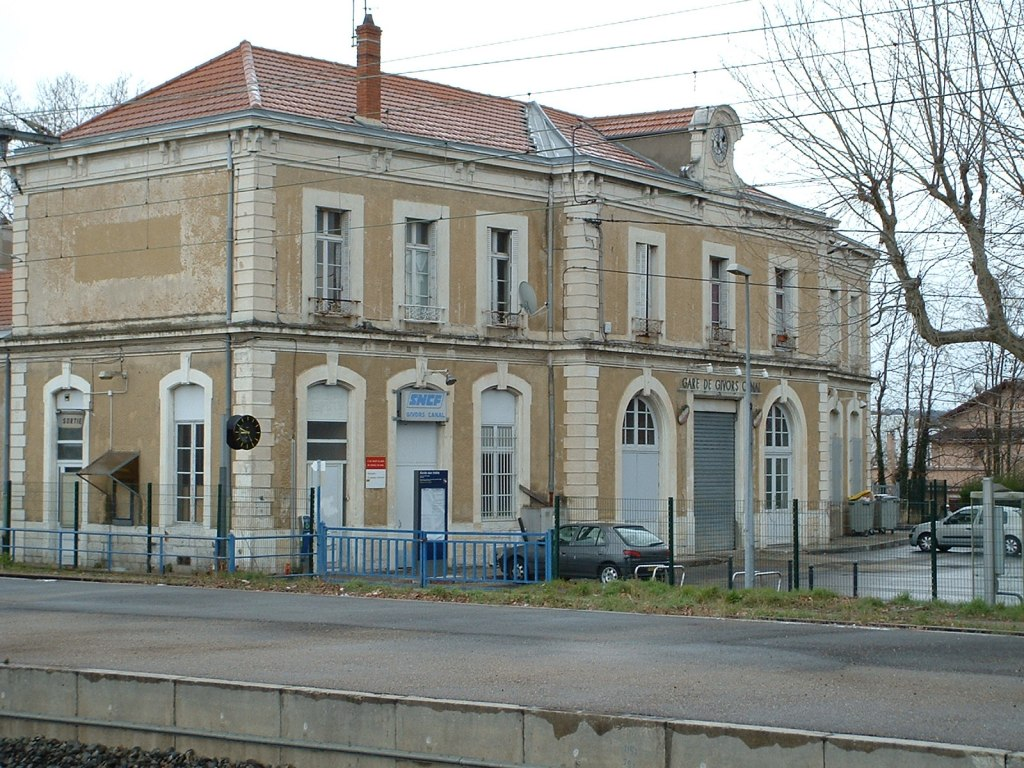
Bahnhof Givors-Canal

Saint-Étienne–Lyon war die zweite konzessionierte Eisenbahnstrecke in Frankreich überhaupt und auch die zweite in Saint-Étienne. Am 27. März 1826 wurde zum Bau und betrieb der Strecke die Compagnie du chemin de fer de Saint-Étienne à Lyon gegründet und nach dem Abschluss des Genehmigungsverfahrens am 27. März 1827 begannen die Bauarbeiten.
In Betrieb genommen wurde die Strecke in drei Abschnitten, von denen der dritte der technisch schwierigste, aber für die Entscheidung zum Bahnbau entscheidende war. Auf der schon am 28. Juni 1830 in Betrieb genommenen Teilstrecke zwischen Givors und Rive-de-Gier wurde 1831 mit der Lokomotive Seguin der Dampfbetrieb aufgenommen, im selben Jahr begann auch der planmäßige Personenverkehr. Trotzdem wurde die Bahn über viele Monate überwiegend als Pferdebahn betrieben, bergab transportierte man die Pferde auf einem Viehwagen. Der Abschnitt von Givors nach Lyon ging am 3. April 1832 in Betrieb, zunächst nur für den Gütertransport. Die Strecke von Rive-de-Gier nach Saint-Étienne wurde am 1. Oktober 1832 zunächst nur für den Personentransport aufgenommen. Ab dem 4. April 1833 wurden auf ganzer Länge Personen und Güter transportiert.
1834 oder 1835 verließ Seguin die Gesellschaft wegen Meinungsverschiedenheiten.
Die Fahrzeit für die gesamten 58 Kilometer betrugen 1836 sechs Stunden, zu diesem Zeitpunkt wurden 12 in den Jahren 1829 bis 1834 beschaffte Lokomotiven und 135 Waggons eingesetzt. Es gab immer wieder Unfälle, weil die Strecke noch nicht wirksam von Passanten freigehalten wurde. Seit 1844 wurden außer im Rangierbetrieb keine Pferde mehr eingesetzt. Die Fahrt dauerte damals nur noch 2½ Stunden.

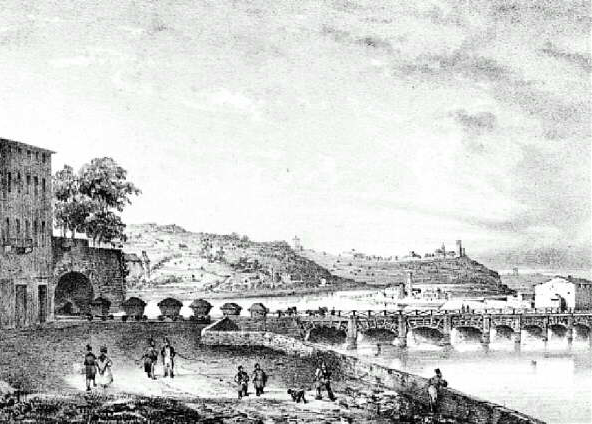
Brücke über die Saône in La Moulatière, mit pferdebespanntem Kohlenzug, 1833

Die Strecke gehört seit 1938 zur französischen Staatsbahn SNCF und wurde 1957 elektrifiziert. Heute wird sie von allen Zuggattungen einschließlich TGV befahren. Die Fahrzeit der Regionalzüge von Saint-Étienne Châteaucreux nach Lyon Perrache beträgt 50 Minuten.

## Strecke

### Ursprüngliche Streckenabschnitte
Saint-Étienne war ein Zentrum des Steinkohlebergbaus und gilt als Wiege der französischen Schwerindustrie. Es liegt in einer bergigen Gegend auf der Wasserscheide zwischen Rhone und Loire, rund 300 Meter höher als der Zusammenfluss von Saône und Rhône bei Lyon, der drittgrößten Stadt Frankreichs.
Die lange Bauzeit von fünf Jahren erklärt sich aus dem teilweise schwierigen Terrain. In Oullins musste eine Brücke über die Saône gebaut werden. Im oberen Teil der Strecke wurden mehrere Tunnel gegraben, die längsten 1,5 km, 1 km und 400 m lang. So gelang es, das Gefälle zwischen Saint-Étienne und Rive-de-Gier zwischen 12 und 14 ‰ zu halten, auf dem nächsten, schon parallel zur Gier verlaufenden Abschnitt bei 6,5 ‰. Zwischen Givors und Lyon (parallel zur Rhône) ist die Strecke flach, dieser Abschnitt wurde schon in der Anfangszeit zweigleisig ausgebaut.
Durch die Verknüpfung mit der fünf Jahre früher fertiggestellten Bahnstrecke Saint-Étienne–Andrézieux ergab sich eine Netzlänge von insgesamt 69,8 km.
Ein Jahr später wurde an der vorletzten Station jener Strecke noch die Bahnstrecke Roanne–Andrézieux angeschlossen. Die Streckenlänge zwischen den entferntesten Bahnhöfen des so entstandenen Netzes betrug 139,7 km, die Netzlänge einschließlich über die Übergangsbahnhöfe hinausreichender Streckenabschnitte 145,2 km.

### Jüngere Streckenabschnitte
Im weiteren Zeitverlauf wurde die Strecke im Ballungsgebiet von Lyon verzweigt. Dort entstanden die zusätzlichen Bahnhöfe 
- Lyon-Part-Dieu
- Lyon-Vaise

## Lokomotiven

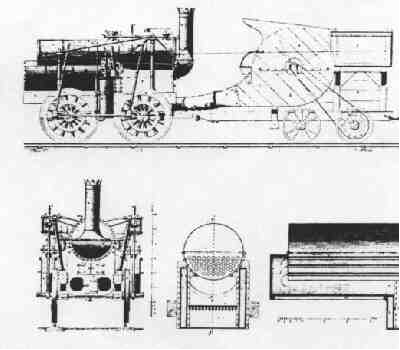
Planskizze einer Lokomotive von Marc Seguin 1829

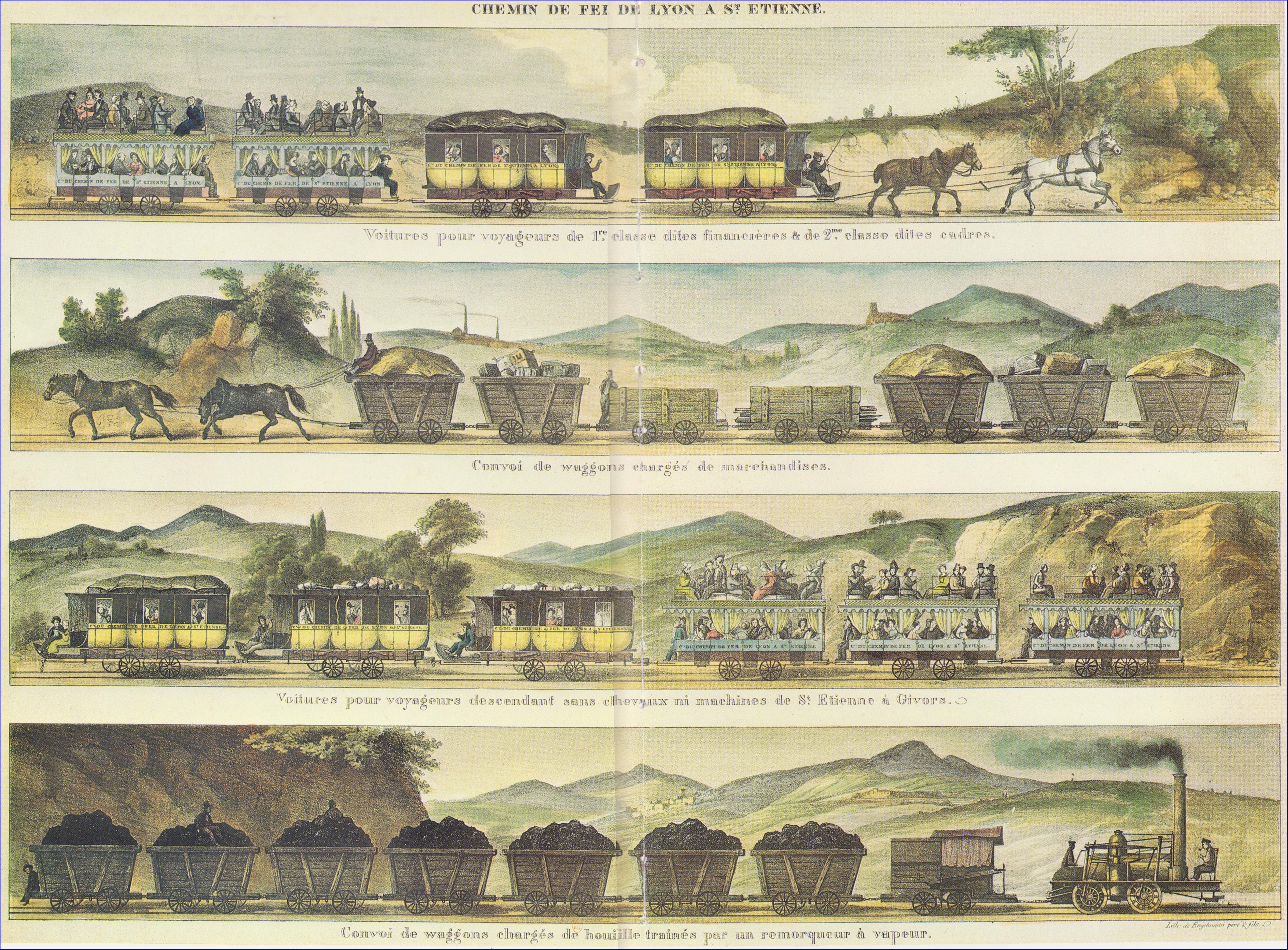
Eisenbahn St. Étienne–Lyon:
pferdebespannter Personenzug,
pferdebespannter Güterzug,
Personenzug, ohne Traktion bergab rollend,
lokbespannter Kohlenzug

Der Ingenieur und Gesellschafter Marc Seguin hatte sich in England über den dortigen Stand der Technik informiert und zwei Lokomotiven von George Stephensons Typ Locomotion gekauft. Für die auf seiner Strecke zu bewältigenden Steigungen erwiesen sie sich aber als zu schwach und zu schwer. So machte er sich an die Konstruktion leichterer und dabei stärkerer Lokomotiven und machte damit seit 1829 Probefahrten. Dabei baute er versuchsweise verschiedene Kessel ein, deren leistungsfähigsten er dann für den Zugbetrieb verwendete.
Ab 1831 wurde die Lok Seguin tatsächlich vor Züge gespannt, der erste Zugbetrieb mit Dampfkraft auf dem europäischen Kontinent. Bei dieser und noch einer zweiten Lok ließ er den Dampf nach der Expansion im Zylinder ins Freie entweichen. Zum Anfachen des Feuers unter dem Kessel war auf dem Schlepptender ein großes Gebläse montiert, das mit einer Art Keilriemen von der Drehung der Laufräder des Tenders angetrieben wurde.
Bis 1834 baute Seguin noch zehn weitere Lokomotiven für die Bahn Saint-Étienne–Lyon. Bei denen wurde aber wie damals schon bei englischen und später allen Dampflokomotiven der Luftstrom durch die Feuerbüchse durch Einleiten des entweichenden Dampfes in den Schornstein beschleunigt. Auch die beiden ersten Lokomotiven wurden dahingehend umgerüstet.
Der steile Abschnitt von Rive-de-Gier nach Saint-Étienne wurde allerdings erst ab 1844 von Lokomotiven bewältigt.

## Zwischenfälle
Am 21. September 1945 ereignete sich bei Vernaison ein schwerer Eisenbahnunfall, als zwei Züge zusammenstießen. 30 Menschen starben, 105 wurden darüber hinaus verletzt.